# Wahrschau im Mäuseturm

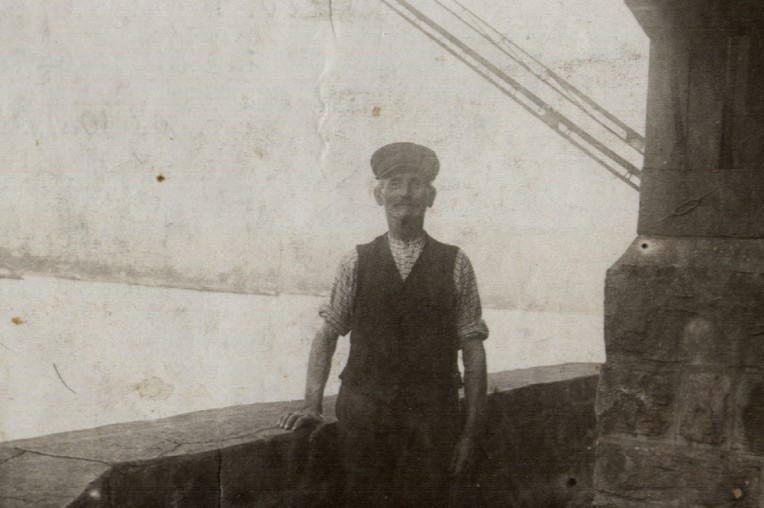
Wahrschauer Philipp Schrader im Jahr 1928

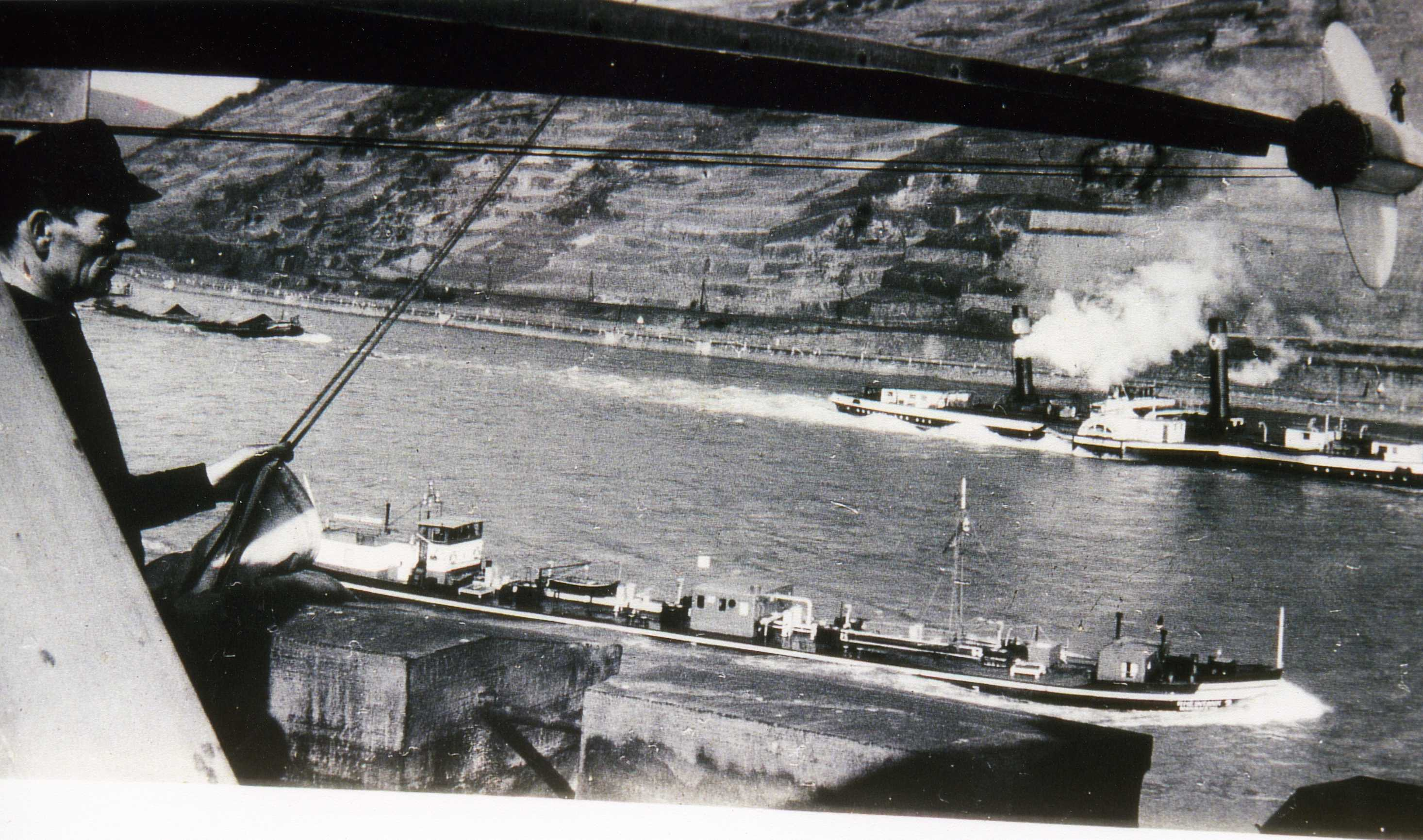
Wahrschauer Anton Berges im Jahr 1938

Die Wahrschau im Mäuseturm war eine ortsfeste Warneinrichtung für die Rheinschifffahrt am Rhein am Binger Loch. Sie war bis 1974 in Funktion.

## Wandernde Wahrschau
Neben der Loreley war das Binger Loch am Rheinknie bei Bingen wegen seiner einengenden Felsbarriere mit ihrem schmalen Durchlass die gefährlichste Stelle im Rhein. Nachdem zu Beginn des 19. Jahrhunderts infolge der Entwicklung der Dampfschifffahrt der Schiffsverkehr auf dem Rhein stark zugenommen hatte, wurde eine Wahrschau unerlässlich. Anfangs wurden noch Männer als wandernde Wahrschau bis Bingen vorausgeschickt, um mit Signalfahnen den jeweiligen Gegenverkehr zu warnen und gegebenenfalls anzuhalten. Je nach Berg- und Talfahrt gab es unterschiedliche Regelungen.

## Feste Station
Seit 1850 existierte die feste Wahrschau am Mittelrhein, für Bingen war sie im Mäuseturm stationiert, seit 1910 mit dem Vorposten Krausaue und einem Nebelposten unterhalb des Binger Lochs. Statt Flaggen wurden später Bälle, Scheiben und Körbe aufgezogen. 1970 wurde auf Tageslichtsignale umgestellt.
Infolge der Verbreiterung des Fahrwassers durch Sprengung der Felsbarriere und der Weiterentwicklung der Radartechnik wurde 1974 die Wahrschau auf dem Mäuseturm gänzlich eingestellt.